# Leiopus linnei
Leiopus linnei is een keversoort uit de familie van de boktorren (Cerambycidae). De wetenschappelijke naam van de soort werd gepubliceerd in 2009 door Wallin, Nylander en Kvamme. De soortaanduiding linnei verwijst naar Carl Linnaeus.
De kever heeft een lengte van 5 tot 9,2 millimeter bij de mannetjes en 6,4 tot 9,5 millimeter bij de vrouwtjes. De soort lijkt sterk op de nevelvlekbok (Leiopus nebulosus) maar is daarvan op grond van genitaalonderzoek te onderscheiden.